# Internationaux de cesta punta de Saint-Jean-de-Luz
Les internationaux de cesta punta de Saint-Jean-de-Luz ont lieu chaque été, durant deux mois, au jaï-alaï de Saint-Jean-de-Luz, à raison de deux soirées par semaine, le mardi et le jeudi soir.
Ce tournoi oppose les meilleurs joueurs professionnels du monde et est diffusé sur Sport+ et EITB. La cesta punta se joue dans un fronton mur à gauche long dénommé jaï-alaï.
C’est la déclinaison du grand chistera en mur à gauche avec une pelote plus vive et plus rapide. Elle oppose deux équipes composées d’un avant et d’un arrière ; elle exige puissance, adresse et vélocité.